# Иркутская губерния
Ирку́тская губе́рния — административно-территориальная единица Российской империи, Российской республики и РСФСР в 1764—1926 годах. На 1900 год состояла из пяти округов и одного уезда. Губернский город — Иркутск.

## Краткая историческая справка

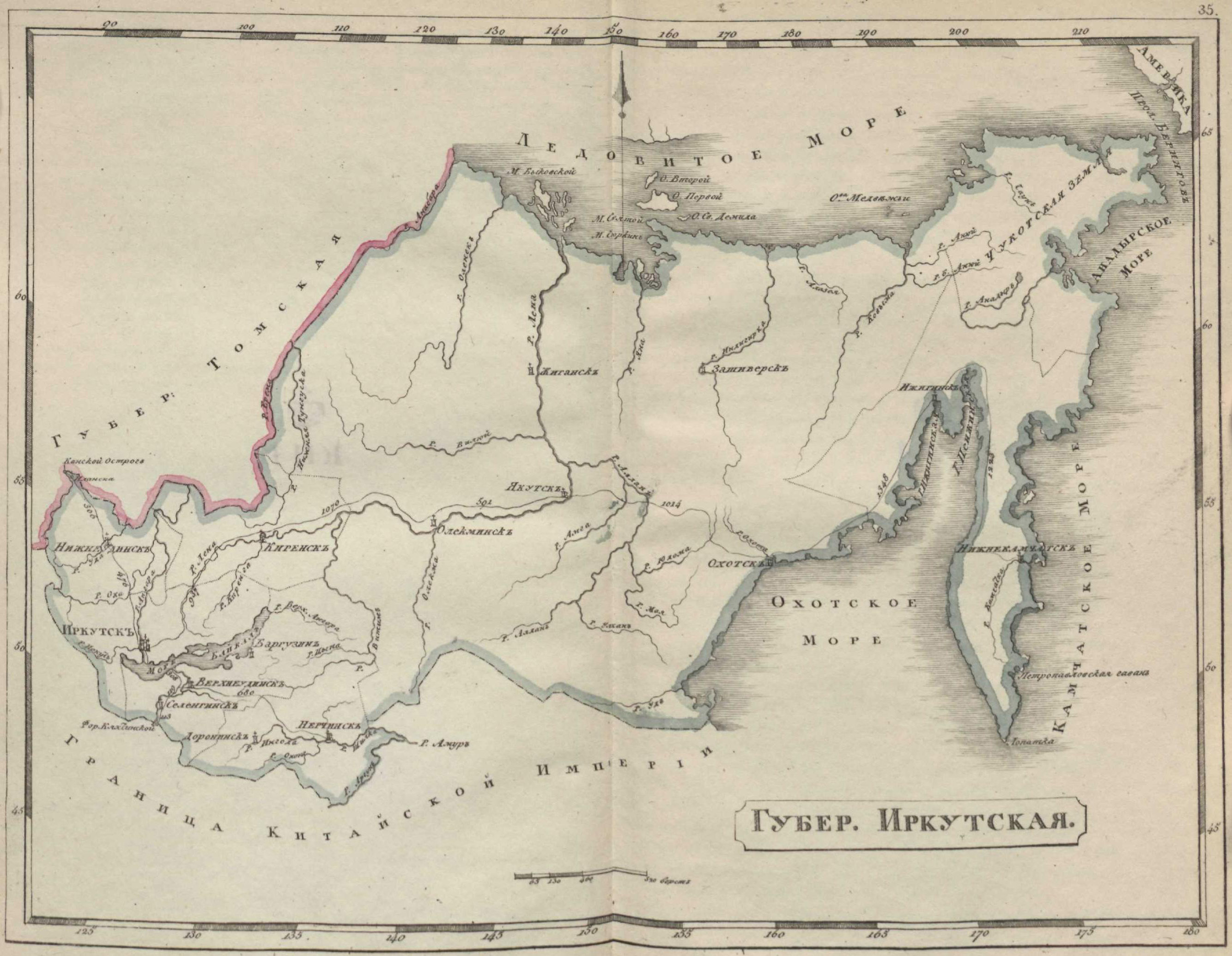
Карта Иркутской губернии в 1808 году

В 1628 г. в среднем течении Ангары возник первый на этой реке острог — Рыбинский. В 1630 г. основано Илимское зимовье, на волоке, ведущем на р. Лену, а на последней Никольский погост, переименованный в 1655 г. в Киренский острог, а в 1654 г. заложен в самом центре бурятских кочевок Балаганский острог. В 1661 году был основан Иркутский острог, подчиняющийся Сибирскому приказу.
В 1708 году Сибирский приказ был ликвидирован и образована Сибирская губерния. В 1724 году в составе Сибирской губернии была образована Иркутская провинция.
В 1764 году из Сибирской губернии выделена Иркутская губерния.
В 1805 году из Иркутской губернии выделена и образована самостоятельная Якутская область.
С 1822 по 1884 год губерния входила в Восточно-Сибирское генерал-губернаторство.
В 1851 году из Иркутской губернии выделена и образована самостоятельная Забайкальская область.
В 1884 году губерния вошла в состав новообразованного Иркутского генерал-губернаторства.
В марте 1917 года Иркутское генерал-губернаторство, в которое входили Иркутская и Енисейская губернии, Забайкальская и Якутская области, прекратило своё существование.
15 августа 1924 года территория Иркутской губернии была разделена на 3 округа — Иркутский, Тулунский, Киренский и 2 промышленных района — Черемховский и Бодайбинский.
25 мая 1925 года Постановлением ВЦИК был образован Сибирский край, Иркутская губерния вошла в его состав.
28 июня 1926 года Постановлением ВЦИК Иркутская губерния упразднена, на её территории созданы 3 округа Сибирского края — Иркутский, Тулунский и Киренский.

## География

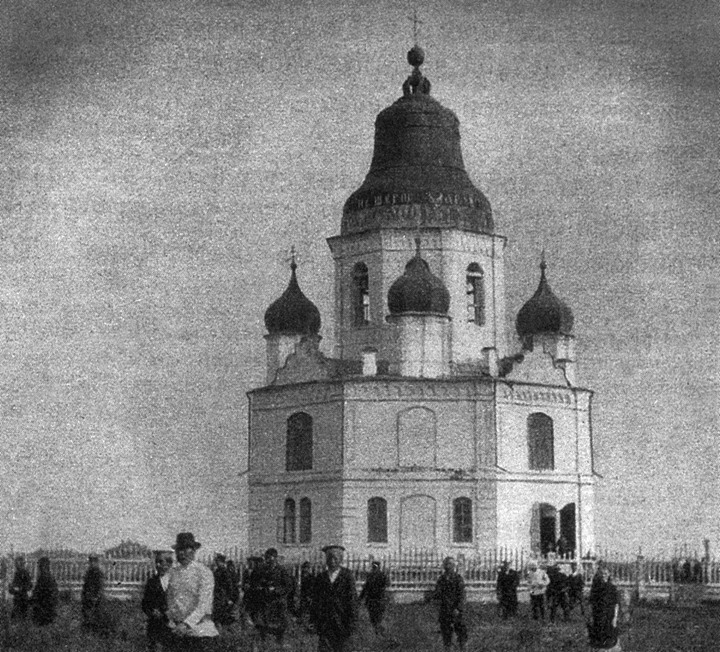
Один из православных храмов Иркутской губернии

### Географическое положение
Иркутская губерния располагалась в Восточной Сибири, между 50° и 62°30' с. ш. и 96° и 107° в. д., что превосходило размером Францию или Германию: по измерению И. А. Стрельбицкого, площадь губернии составляла 653 290 кв. вёрст, в том числе водное зеркало озера Байкал — 15 042 кв. вёрст и остров Ольхон — 550 кв. вёрст. Наибольшая длина Иркутской губернии с юго-запада на северо-восток составляла 1300 вёрст при ширине в 650 вёрст. Границы губернии: на севере и отчасти на северо-востоке — Якутская область, на востоке и юго-востоке — Забайкальская область, на юге — Китайская империя (Монголия), на западе — Енисейская губерния.

## Административное деление

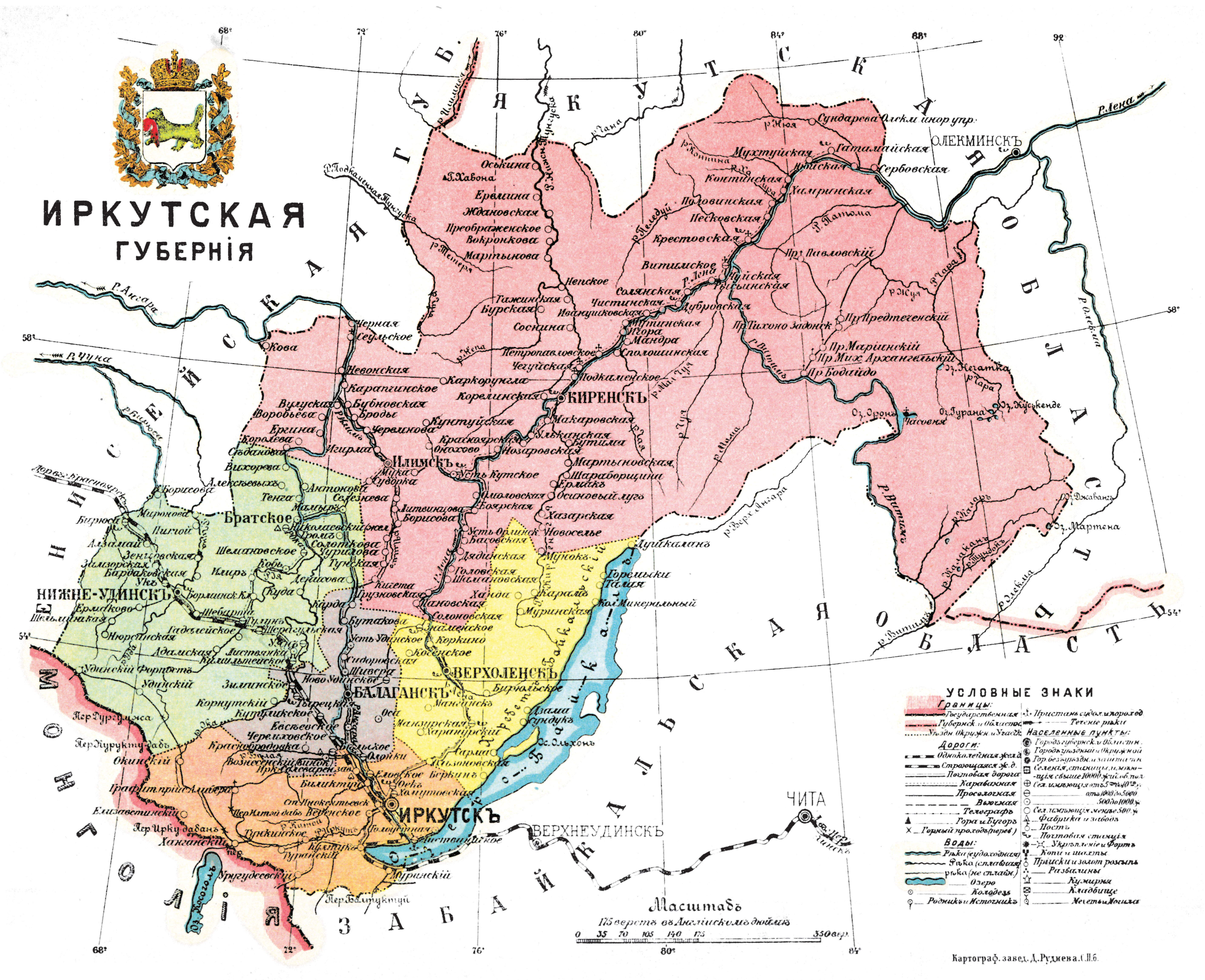
Административное деление Иркутской губернии

В административном отношении Иркутская губерния с 1857 года была разделена на 5 округов: Иркутский, Балаганский, Нижнеудинский, Верхоленский и Киренский, в которых числилось 18 участков (станов), 45 волостей, 40 инородческих ведомств и одно отдельное сельское общество. Всё население губернии, с 4 окружными городами, 1 заштатным и 1 губернским, в 1892 году составляло 465 428 чел., в том числе 249 151 мужчин и 216 277 женщин. Большинство крестьянских поселений было расположено по берегам Ангары, Лены и некоторых их притоков, а также по Московскому тракту. Больших сёл было немного, и они располагались по почтовому тракту; имевших свыше 500 домохозяев селений насчитывалось лишь семь.
В конце XIX века в состав губернии входило 5 округов (с 1898 года — уездов):
| №  | Уезд          | Уездный город           | Герб уездного города | Площадь, вёрст² | Население, чел. (1897) |
| -- | ------------- | ----------------------- | -------------------- | --------------- | ---------------------- |
| 1  | Балаганский   | Балаганск (1314 чел.)   |                      | 37 315,1        | 145 691                |
| 2  | Верхоленский  | Верхоленск (1354 чел.)  |                      | 65 667,3        | 69 103                 |
| 3  | Иркутский     | Иркутск (51 473 чел.)   |                      | 68 594,0        | 163 099                |
| 4  | Киренский     | Киренск (2280 чел.)     |                      | 359 798,2       | 55 456                 |
| 5  | Нижнеудинский | Нижнеудинск (5752 чел.) |                      | 106 823,6       | 80 918                 |
| 6. | Зиминский     | Черемхово, Зима         |                      |                 |                        |

В первые годы после Октябрьской революции административное деление губернии заметно изменилось. К 1 августа 1921 года губерния включала 8 уездов (Балаганский, Бодайбинский, Верхоленский, Иркутский, Киренский, Селенгинский, Нижнеудинский, Черемховский) и 3 аймака (Ангарский, Тункинский, Эхирит-Булагатский). 9 января 1922 года Тункинский и Эхирит-Булагатский аймаки были переданы в состав Монголо-Бурятской АО.
В 1922 году Черемховский уезд был переименован в Зиминский, а Нижнеудинский — в Тулунский.
В 1924 году были упразднены Балаганский и Селенгинский уезды, а Бодайбинский уезд был преобразован в отдельный промышленный район.
К маю 1925 года губерния включала 5 уездов (Верхоленский, Зиминский, Иркутский, Киренский, Тулунский), Бодайбинский промышленный район и Ангарский аймак.

## Население
Плотность населения губернии была крайне низкой; огромное пространство (до 90 % губернии) не обмежевано и не состоит ни в чьём владении. В наиболее населённом Балаганском округе на 1 кв. версту приходится сельского населения 3,3 чел., в наименее заселённом Киренском — 0,11 человек., во всей губернии — 0,62 чел. В более населённых трёх округах на одно хозяйство приходится 5,6 чел., а работников — 1,3. На 100 мужчин приходится 97,7 женщин. Бурят оседлых и кочевых — 117 811, тунгусов — 1654, карагас — 431; в остальном населении преобладает русский элемент; между ссыльными много поляков, евреев, татар. Население губернии, состоя из смеси инородцев, переселенцев и ссыльных из разных местностей России, образовало особый местный тип — сибиряка, с особым местным говором. Наибольшая часть населения среднего роста, а именно 71 %; высокого — 12 %, низкого — 17 %. Довольно сильно распространён зоб с его спутниками — кретинизмом и глухонемотой.
В 1892 г. заключено в Иркутской губернии браков 4736, родилось 20895 (10722 м и 10173 ж.), умерло 16710 (9093 мужского, 7617 женского пола). По среднему выводу за последние 30 лет, процент родившихся: в православном населении — 4,9 %, а в языческом — 3,6 %; смертность у православных — 3,9 %, у язычников — 3,2 %. Естественный прирост населения — 1,07 %, действительный — 1,33 %; разность падает на иммиграцию.
В 1890 г. числилось:

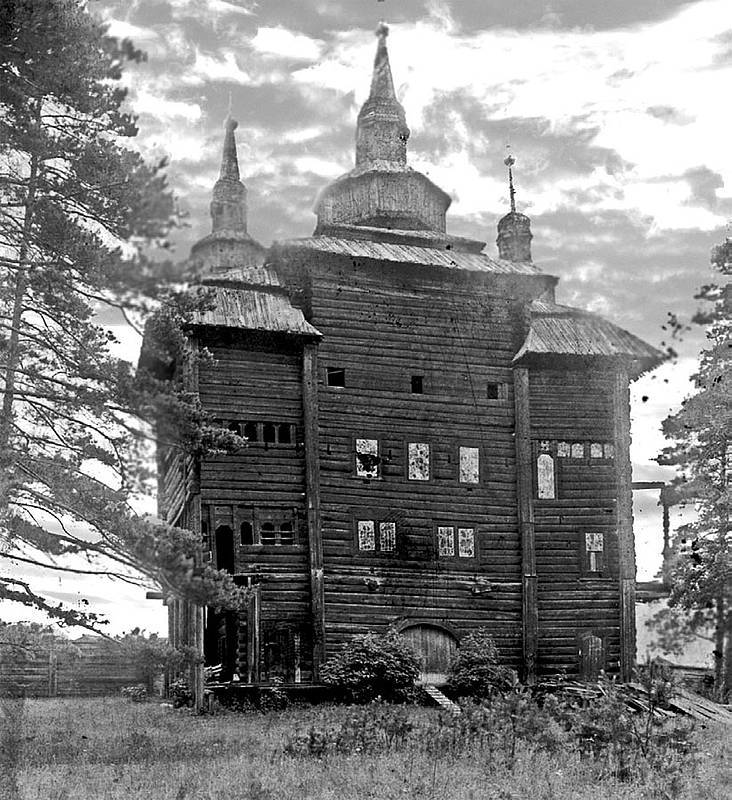
Деревянная церковь Усть-Киренского монастыря

- дворян потомственных и личных — 4441,
- духовенства православного белого — 1880,
- монашествующего — 87,
- католического — 2,
- лютеранского — 1,
- еврейского — 1,
- ламайского — 10,
- магометанского — 9;
- почётных граждан потомственных и личных — 1368,
- купцов — 1 623,
- мещан — 27 111,
- цеховых — 2 983,
- крестьян всех наименований — 223812,
- регулярных войск — 2546,
- состоящих в запасе, отставных нижних чинов, солдатских жён и детей — 18039,
- казаков — 5230,
- инородцев оседлых — 14 178,
- кочевых — 103 633,
- бродячих — 2 085,
- иностранных подданных — 68,
- ссыльнопоселенцев и водворяемых рабочих — 29 218,
- политических ссыльных — 619,
- поселенцев из ссыльнокаторжных — 5 441,
- лиц, не принадлежащих к означенным разрядам — 482.

В 1892 г. значилось православных 372456, раскольников разных сект — 382 (более всего субботников в сел. Зиме, Балаганского окр.), католиков — 3485, армяно-григориан — 86, протестантов — 569, магометан — 2843, евреев — 6315, ламаитов — 14210, шаманствующих — 64945. В период с 1872 по 1881 г. приняло православие 16704 чел. (преимущественно буряты).
В губернии, не считая городов, было 223 церкви, 2 монастыря, 216 часовен, 2 мечети, 2 дацана и 5 молитвенных домов.
Национальный состав в 1897 году:
| Округ            | русские | буряты | евреи | татары | якуты | эвенки | поляки |
| ---------------- | ------- | ------ | ----- | ------ | ----- | ------ | ------ |
| Губерния в целом | 73,1 %  | 21,2 % | 1,4 % | 1,4 %  | …     | …      | …      |
| Балаганский      | 60,8 %  | 35,6 % | …     | 1,2 %  | …     | …      | …      |
| Верхоленский     | 59,8 %  | 35,6 % | 1,0 % | 1,2 %  | …     | …      | …      |
| Иркутский        | 75,5 %  | 18,9 % | 2,3 % | 1,2 %  | …     | …      | …      |
| Киренский        | 88,7 %  | …      | 1,7 % | …      | 4,9 % | 2,3 %  | …      |
| Нижнеудинский    | 91,3 %  | 1,9 %  | …     | 2,4 %  | …     | …      | 1,1 %  |

## Транспорт
Главные торговые пути в Иркутской губернии — сухопутные. Московский, или Большой Сибирский, тракт прорезает губернию во всю её ширину с запада на восток; продолжение его составляет Кругобайкальский тракт, по которому идёт движение товаров весной и осенью, во время прекращения сообщения через Байкал. Второй тракт, Якутский почтовый, от г. Иркутска идёт сухим путём до станции Жигаловской, а отсюда водой до Якутска по р. Лене, по которой с 1862 г. ходят пароходы, поднимающиеся большей частью только до Усть-Куты. От Иркутска по правому берегу р. Ангары идёт Заангарский тракт, мимо города Балаганска, до сел. Усть-Уды; к нему примыкает Осинский тракт. В Нижнеудинском округе — две ветви, идущие от Московского тракта, и дорога, ведущая к Шелашниковскому тракту, проложенному до Нижнеслободской пристани на р. Илге; последняя дорога очень важна по значительной перевозке хлеба, предназначаемого для сплава по р. Лене. Другой путь на р. Лену ведёт от сел. Тулуна по pp. Ие и Оке до сел. Б. Мамырского на Ангаре, отсюда поворачивает на р. Илим через Илимский волок, а затем на р. Усть-Куту, впадающую в р. Лену. Тункинский тракт ведёт в Монголию по долине р. Иркута. Водяное сообщение производится главным образом по pp. Лене и Ангаре; правильному сообщению по последней препятствуют пороги, но пароходы беспрепятственно поднимаются на протяжении 600 вёрст. до сел. Братского Острога. В 1885 г. дано Сибирякову А. М. разрешение на устройство в порожистых частях Ангары туерного пароходства и буксирного от с. Братского до г. Енисейска. По озеру Байкалу производится довольно деятельное пароходное сообщение с Забайкальем шестью пароходами, принадлежащими Кяхтинскому товариществу; кроме того, по озеру ходит ещё одно паровое судно, принадлежащее рыбопромышленной фирме.

## Руководство губернии

### Генерал-губернаторы
| Ф. И. О.                 | Титул, чин, звание | Время замещения должности |
| ------------------------ | ------------------ | ------------------------- |
| Якоби Иван Варфоломеевич | генерал-поручик    | 1783—1787                 |
| Пиль Иван Алферьевич     | генерал-поручик    | 1787—1793                 |

### Иркутские военные губернаторы
| Ф. И. О.                    | Титул, чин, звание    | Время замещения должности |
| --------------------------- | --------------------- | ------------------------- |
| Трейден Христофор Андреевич | генерал-лейтенант     | С 1797 по декабрь 1798    |
| Леццано Борис Борисович     | генерал от инфантерии | 1798—1800                 |
| Лебедев Николай Петрович    | генерал-лейтенант     | 1800—1803                 |

### Генерал-губернаторы Сибири
| Ф. И. О.                     | Титул, чин, звание             | Время замещения должности |
| ---------------------------- | ------------------------------ | ------------------------- |
| Селифонтов Иван Осипович     | действительный тайный советник | 23.05.1803—06.1806        |
| Пестель Иван Борисович       | тайный советник                | 06.1806—22.03.1819        |
| Сперанский Михаил Михайлович | тайный советник                | 22.03.1819—1822           |

### Губернаторы
| Ф. И. О.                | Титул, чин, звание | Время замещения должности |
| ----------------------- | ------------------ | ------------------------- |
| Фрауендорф Карл Львович | генерал-майор      | 1765—1767                 |
| Бриль Адам Иванович     | генерал-поручик    | 1767—1776                 |
| Немцов Фёдор Глебович   | бригадир           | 1776—1779                 |
| Кличка Франц Николаевич | генерал-майор      | 1779—1783                 |

### Правители наместничества
| Ф. И. О.                   | Титул, чин, звание | Время замещения должности |
| -------------------------- | ------------------ | ------------------------- |
| Ламб Иван Варфоломеевич    | генерал-майор      | 1783—1786                 |
| Арсеньев Михаил Михайлович | генерал-майор      | 1786—1791                 |
| Нагель Ларион Тимофеевич   | генерал-майор      | 1791—13.12.1797           |

### Губернаторы
| Ф. И. О.                         | Титул, чин, звание                                                   | Время замещения должности                   |
| -------------------------------- | -------------------------------------------------------------------- | ------------------------------------------- |
| Трейден Христофор Иванович       |                                                                      | 13.12.1797 по 05.09.1798                    |
| Аршеневский Пётр Яковлевич       | тайный советник                                                      | 05.09.1798—25.09.1798                       |
| Толстой Алексей Иванович         | действительный статский советник                                     | 25.09.1798—1802                             |
| Репьев Иван Николаевич           | действительный статский советник                                     | 1802—1804                                   |
| Картвелин Николай Петрович       | действительный статский советник                                     | 1804—1805                                   |
| Корнилов Алексей Михайлович      | действительный статский советник                                     | 1805—1806                                   |
| Трескин Николай Иванович         | действительный статский советник                                     | 1806—1819                                   |
| Зеркалеев Иван Семёнович         | действительный статский советник, вице-губернатор, и. д. губернатора | 1819—1821                                   |
| Цейдлер Иван Богданович          | действительный статский советник                                     | 25.06.1821—29.06.1835                       |
| Евсевьев Александр Николаевич    | действительный статский советник                                     | 29.06.1835—11.03.1838                       |
| Левшин Алексей Ираклиевич        | действительный статский советник                                     | 11.03.1838—26.01.1839                       |
| Пятницкий Андрей Васильевич      | действительный статский советник                                     | 26.01.1839—10.05.1848                       |
| Зарин Владимир Николаевич        | действительный статский советник                                     | 10.05.1848—29.06.1851                       |
| Венцель Карл-Бургард Карлович    | генерал-лейтенант                                                    | 03.07.1851—14.12.1859                       |
| Извольский Пётр Александрович    | действительный статский советник, и. д.                              | 18.12.1859—23.03.1862                       |
| Щербатский Николай Фёдорович     | генерал-майор                                                        | 23.03.1862—13.01.1864                       |
| Шелашников Константин Николаевич | генерал-майор                                                        | 23.01.1864—20.04.1880                       |
| Педашенко Иван Константинович    | генерал-лейтенант                                                    | 20.04.1880—17.05.1882                       |
| Носович Сергей Иванович          | генерал-майор                                                        | 17.05.1882—09.02.1886                       |
| Коленко Владимир Захарович       | статский советник (действительный статский советник)                 | 06.03.1886—12.05.1889                       |
| Светлицкий Константин Николаевич | генерал-майор                                                        | 12.05.1889—24.01.1897                       |
| Моллериус Иван Петрович          | действительный статский советник (тайный советник)                   | 01.02.1897—18.02.1905 21.01.1906—18.02.1908 |
| Гран Пётр Карлович               | действительный статский советник                                     | 12.05.1908—28.02.1911                       |
| Бантыш Фёдор Александрович       | действительный статский советник                                     | 28.02.1911—1913                             |
| Юган Александр Николаевич        | действительный статский советник                                     | 04.01.1914–04.03.1917                       |

### Вице-губернаторы
| Ф. И. О.                       | Титул, чин, звание                           | Время замещения должности |
| ------------------------------ | -------------------------------------------- | ------------------------- |
| Сумароков Филипп Александрович | надворный советник, 1-й товарищ губернатора  | 1764—1766                 |
| Ветлицкий Василий Васильевич   | майор, 2-й товарищ губернатора               | 1764—1771                 |
| Пантусов Денис Иванович        | коллежский советник, 1-й товарищ губернатора | 1766—1771                 |
| Соловьёв Иван Осипович         | барон, полковник, 1-й товарищ губернатора    | 1771—1772                 |
| Соболев Дмитрий Константинович | надворный советник, 2-й товарищ губернатора  | 1771—1775                 |
| Бестужев Василий Семёнович     | коллежский советник, 1-й товарищ губернатора | 1773—1775                 |
| Юний Александр Александрович   | полковник, 1-й товарищ губернатора           | 1775—1782                 |
| Бестужев Василий Семёнович     | коллежский советник, 2-й товарищ губернатора | 1775—1778                 |
| Палибин Матвей Трофимович      | подполковник, 2-й товарищ губернатора        | 1778—1782                 |
| Цеддельман Александр Юрьевич   | генерал-майор                                | 1778—1784                 |
| Чулков Василий Васильевич      | бригадир                                     | 1784—1785                 |
| Бурцов Евтифей Евтифеевич      | коллежский советник                          | 1785—1789                 |
| Михайлов Андрей Сидорович      | коллежский советник                          | 1789—1793                 |
| Похвиснев Фёдор Иванович       | полковник, статский советник                 | 1793—1797                 |
| Крамеренков                    | действительный статский советник             | 15.12.1798—18.01.1799     |
| Голощепов Семён Кондратьевич   | действительный статский советник             | 01.02.1799—1804           |
| Шишков Арсений Антонович       | статский советник                            | 1804—1806                 |
| Семивский Николай Васильевич   | коллежский советник                          | 1806— 27.10.1809          |
| Левицкий Карп Иванович         | статский советник                            | 1809—1814                 |
| Зеркалеев Иван Семёнович       | коллежский советник (статский советник)      | 1814—1822                 |

### Председатели губернского правления
| Ф. И. О.                      | Титул, чин, звание               | Время замещения должности |
| ----------------------------- | -------------------------------- | ------------------------- |
| Крестников Николай Васильевич | надворный советник, и. д.        | 1822—25.07.1823           |
| Горлов Николай Петрович       | действительный статский советник | 25.07.1823—25.07.1827     |
| Муравьёв Александр Николаевич | статский советник                | 11.07.1831—25.06.1832     |
| Кириллов Пётр Иванович        | статский советник                | 25.06.1832—09.08.1838     |
| Падалка Василий Кириллович    | статский советник                | 17.03.1839—10.04.1845     |
| Карпинский Алексей Михайлович | статский советник                | 08.11.1846—18.02.1853     |
| Струве Бернгард Васильевич    | статский советник                | 18.02.1853—20.12.1855     |
| Извольский Пётр Александрович | статский советник                | 01.01.1858—18.12.1859     |
| Шелехов Алексей Дмитриевич    | коллежский советник              | 05.02.1860—05.02.1865     |
| Эрн Николай Касперович        | действительный статский советник | 08.02.1865—27.02.1875     |
| Измаилов Алексей Петрович     | действительный статский советник | 04.06.1875—19.09.1879     |
| Гарф Эдуард Егорович          | статский советник                | 28.03.1880—15.03.1884     |
| Петров Василий Васильевич     | статский советник                | 10.05.1884—13.11.1886     |
| Давыдов Дмитрий Никандрович   | статский советник                | 08.01.1887—24.01.1891     |
| Булатов Виктор Николаевич     | действительный статский советник | 24.01.1891—12.10.1895     |

### Вице-губернаторы
| Ф. И. О.                             | Титул, чин, звание                       | Время замещения должности |
| ------------------------------------ | ---------------------------------------- | ------------------------- |
| Булатов Виктор Николаевич            | действительный статский советник         | 12.10.1895—12.07.1897     |
| Цехановский Болеслав Павлович        | статский советник                        | 12.07.1897—21.09.1901     |
| Булатов Виктор Николаевич            | действительный статский советник         | 11.12.1901—12.12.1903     |
| Мишин Владимир Александрович         | коллежский советник                      | 12.12.1903—05.08.1906     |
| Юган Александр Николаевич            | коллежский советник                      | 05.08.1906—31.12.1910     |
| Римский-Корсаков Александр Сергеевич | надворный советник (коллежский советник) | 24.01.1911—1914           |
| Измайлов Михаил Иванович             | действительный статский советник         | 1914—04.03.1917           |

### Управляющий губернией
- 11 июля 1918 — 28 декабря 1919 — Яковлев, Павел Дмитриевич[6]

### Председатель Военно-революционного комитета
С января по февраль 1920 года губернией де-юре руководил Иркутский военно-революционный комитет (ВРК). 
- 20 января — 17 февраля 1920 — Ширямов, Александр Александрович

### Председатели губревкома
С февраля 1920 года по январь 1921 года губернией руководил Иркутский губернский революционный комитет (губревком).
Председатели губревкома:
- 17 февраля — июль 1920 — Янсон, Яков Давидович
- август 1920 — 23 января 1921 — Шумяцкий, Яков Борисович

### Председатели губисполкома
С января 1921 года по июнь 1926 года губернией руководил исполнительный комитет Иркутского губернского совета рабочих, крестьянских и красноармейских депутатов (губисполком).
Председатели губисполкома:
- январь — апрель 1921 — Шнейдер, Арон Давидович
- апрель 1921 — октябрь 1923 — Шиханов, Павел Иванович
- 1923 — апрель 1924 — Сенцов, Михаил Константинович
- 1924 — июль 1925 — Чернядьев, Иван Сергеевич
- ноябрь 1925 — 26 апреля 1926 — Шиханов Павел Иванович (повторно)
- 26 апреля — 24 июня 1926 — Лосевич, Евгений Викторович
- 24 — 28 июня 1926 — Ремейко, Александр Георгиевич